# Desiderata в справі нашого правопису
Desiderata в справі нашого правопису (Desiderata з лат. dēsīderātum — «бажані речі», «побажане») — стаття, у якій український науковець, філолог, педагог, перекладач Євген Тимченко виступив з аналізом перебігу правописної полеміки, що точилася в українському суспільстві напередодні виходу проєкту українського правопису (1926).
Євген Тимченко брав активну участь у процесі унормування українського правописного кодексу як член правописних комісій та учасник правописних нарад і дискусій.

## Основні положення статті
На думку вченого, в основу майбутньої реформи українського правопису потрібно буде покласти такі принципи (причому треба відкинути думки, що їм суперечать):

«1. Кожному звукові (звуковому типові), належить щоб відповідала окрема літера, і щоб лічбі звуків дорівнювала лічба літер, инакше кажучи, щоб їх було не більше як звуків і не менше, і щоб одна літера не виконувала функцій другої.

2. В основі правопис має бути загально фонетичним, але в тих випадках, де ми діалектично маємо ріжні фонетичні варіанти, то віддавати перевагу тому, що удає правильну фонетичну еволюцію, а не є вислідом пізніших процесів анальогічних.

3. В правопису іноязичних слів віддавати знаками нашого письма як-найдостотніше їх вимову, коли на це дозволяють його графічні засоби, в противнім разі знаками, що найближче відповідають звукам того язика, що з нього запозичено слово.»

Є. Тимченко твердив, що із першим принципом пов'язана проблема нашої «графіки» та питання про те, чи змінювати український правопис з кирилиці на латиницю. Він пропонував реформувати українську мову таким чином:

"1. Для звуків дз, дж приняти знаки сучасної наукової транскрипції.

2. Знак щ викинути.

3. Прийняти букву j замість й («в інтересах зближення з латинкою, що у нас спостерігається з XVI віку, і ідучи за прикладом сербів…»)- таким чином, «замість теперішніх написань я, моя, є, моє, її, його, Юрко, мою можна б писати просто і одноманітно: ja, моjа, je, моjе, jiji, jого, Jурко, моjу.»